# Andizétek
Az andizétek (ógörög Ἀνδιζήτιοι, latinul Andizetes) ókori pannon néptörzs volt, amelyet idősebb Plinius a Dráva mentén élőknek mond, Ptolemaiosz Klaudiosz szerint pedig Alsó-Pannoniában laktak, s északról a hercuniates nevű nép, délről a breukok voltak a szomszédaik. Sztrabón is említést tesz róluk, a breukok társaságában pannon népként.